# Stiftung & Co. KGaA
Die Stiftung & Co. KGaA ist eine Kommanditgesellschaft auf Aktien (KGaA), deren Komplementär eine Stiftung ist. Durch die Wahl dieser Mischform lässt sich die Haftung der Kommanditgesellschaft auf Aktien beschränken, ohne deren Rechtsform aufgeben zu müssen. Die Kommanditisten dieser Gesellschaft werden auch Kommanditaktionäre genannt.
Die Geschäftsführung wird durch den Stiftungsvorstand gestellt. Dieser wird von der Stiftung, nicht von den Kommanditaktionären bestellt.
Dabei ist die Stiftung & Co. KGaA eine relativ junge Gesellschaftsform, die ihre Existenz genau wie die GmbH & Co. KGaA oder die AG & Co. KGaA einem Urteil des Bundesgerichtshofes aus dem Jahr 1997 verdankt.

## Beispiele
- CEWE Stiftung & Co. KGaA
- Dussmann Stiftung & Co. KGaA